# Dawit Gobedschischwili
Dawit Gobedschischwili (georgisch დავით გობეჯიშვილი, russisch Гобеджишвили, Давид Николаевич, Dawid Nikolajewitsch Gobedschischwili; * 3. Januar 1963 in Kutaissi) ist ein ehemaliger georgischer Ringer, der für die Sowjetunion und für die GUS startete. 1988 wurde er Olympiasieger.

## Karriere
Dawit Gobedschischwili wuchs in Georgien auf und begann mit 16 Jahren mit dem Ringen. Nach ersten Erfolgen wurde das Talent, das bei einer Größe von zwei Metern zu einem ausgewachsenen Superschwergewichtler von 110 kg Körpergewicht herangewachsen war, zum Sportklub Dinamo Tiflis delegiert. Dort wurde er von Guliko Sagaradse und Aleksandre Maissuradse, beides selbst ehemalige Weltklasseringer, trainiert. Er rang ausschließlich im freien Stil. Mit 22 Jahren begann bei den Europameisterschaften 1985 in Leipzig seine internationale Ringerlaufbahn. In Leipzig gewann er auf Anhieb den Europameistertitel im Superschwergewicht. Im Endkampf besiegte er dabei den Bulgaren Atanas Atanassow mit 3:1 Punkten. In seinem Pool hatte er vorher auch Andreas Schröder aus Jena mit 3:0 Punkten besiegt. Auch bei der Weltmeisterschaft des gleichen Jahres in Budapest triumphierte er im Superschwergewicht. Zu den Geschlagenen zählte hier auch der Olympiasieger von 1984 Bruce Baumgartner aus den USA, der in den nächsten Jahren zu seinem Hauptkonkurrenten werden sollte.
Im Jahre 1986 wurde Dawit nur bei der Weltmeisterschaft, die erneut in Budapest stattfand, eingesetzt. Im Finale stand er wieder Bruce Baumgartner gegenüber, gegen den er diesmal nach Punkten verlor. Im Jahr 1987 war er bei keinen internationalen Meisterschaften am Start. Die Titel gingen trotzdem an die Sowjetunion, da bei der Europameisterschaft Sasa Turmanidse und bei der Weltmeisterschaft Aslan Chadarzew siegten.
Aslan Chadarzew startete auch bei der Europameisterschaft 1988. Bei den Olympischen Spielen in Seoul kam er wieder zum Einsatz und wurde vor seinen Dauerkonkurrenten Bruce Baumgartner und Andreas Schröder Olympiasieger.
Im Jahr 1989 vertrat sein ossetischer Rivale Aslan Chadarzew die Sowjetunion wieder bei den internationalen Meisterschaften. Bei der Weltmeisterschaft 1990 in Tokio gewann Gobedischwili erneut den WM-Titel. Im Finale besiegte er Bruce Baumgartner knapp nach Punkten.
Im Jahr 1991 war Dawit bei keinen internationalen Meisterschaften dabei. Die Sowjetunion setzte mit Oleg Nanijew und Gennadi Schilzow zwei neue Ringer ein, da Aslan Chadarzew 1990 tödlich verunglückt war. Nanijew und Schilzow belegten bei der Europa- und der Weltmeisterschaft jeweils den 2. Platz.
Als der junge Aljaksej Mjadswedseu als Vertreter der GUS bei der Europameisterschaft 1992 in Kaposvár gar nur auf den 8. Platz kam, griff man für die Olympischen Spiele in Barcelona wieder auf Dawit Gobedschischwili zurück. Dieser schlug in einem Kampf im Pool Andreas Schröder knapp mit 4:3 Punkten, unterlag aber im Kampf um den Poolsieg gegen Bruce Baumgartner, der dann auch zum zweiten Mal Olympiasieger wurde. Im Kampf um die Bronzemedaille besiegte er Mahmut Demir aus der Türkei.
Nach diesen Olympischen Spielen beendete Dawit seine Laufbahn als aktiver Ringer. Er ist jetzt in der Wirtschaft tätig. Für seine Verdienste um den Ringersport wurde er im August 2016 in die FILA International Wrestling Hall of Fame aufgenommen.

## Wettkampfbilanz (Übersicht)
| Jahr | Turnier                 | Ort        | Platz | Stilart  | Gewichtsklasse     |
| ---- | ----------------------- | ---------- | ----- | -------- | ------------------ |
| 1985 | Europameisterschaften   | Leipzig    | 1     | Freistil | Superschwergewicht |
| 1985 | Weltmeisterschaften     | Budapest   | 1     | Freistil | Superschwergewicht |
| 1986 | Weltcup                 | Toledo     | 2     | Freistil | Superschwergewicht |
| 1986 | Weltmeisterschaften     | Budapest   | 2     | Freistil | Superschwergewicht |
| 1988 | FILA Grand Prix         | Budapest   | 1     | Freistil | Superschwergewicht |
| 1988 | Weltcup                 | Toledo     | 1     | Freistil | Superschwergewicht |
| 1988 | Olympische Sommerspiele | Seoul      | 1     | Freistil | Superschwergewicht |
| 1990 | Weltcup                 | Toledo     | 3     | Freistil | Superschwergewicht |
| 1990 | Weltmeisterschaften     | Tokio      | 1     | Freistil | Superschwergewicht |
| 1990 | Internationales Turnier | Pittsburgh | 2     | Freistil | Superschwergewicht |
| 1992 | Olympische Sommerspiele | Barcelona  | 3     | Freistil | Superschwergewicht |

## Sowjetische Meisterschaften
Dawit Gobedschischwili wurde 1985, 1986 und 1988 sowjetischer Meister im freien Stil (Superschwergewicht).

## Internationale Erfolge
(OS = Olympische Spiele, WM = Weltmeisterschaft, EM = Europameisterschaft, F = Freistil, SS = Superschwergewicht, damals bis 130 kg Körpergewicht)
- 1985, 1. Platz, EM in Leipzig, F, SS, mit Siegen über Janku, Rumänien, Andreas Schröder, DDR, Kadirogullari, Türkei und Atanas Athanasow, Bulgarien;
- 1985, 1. Platz, WM in Budapest, F, SS, vor József Balla, Ungarn, Bruce Baumgartner, USA, Adam Sandurski, Polen, Andreas Schröder und Domingo Mesa, Kuba;
- 1986, 2. Platz, World-Cup-Turnier in Toledo/USA, F, SS, hinter Baumgartner und vor Hassan El-Haddad, Ägypten;
- 1986, 2. Platz, WM in Budapest, F, SS, hinter Baumgartner und vor Andreas Schröder, Atanassow, József Balla und Radum Vokurka, Tschechoslowakei;
- 1988, 1. Platz, FILA-Grand-Prix-Turnier in Budapest, F, SS, vor Valentin Sándor und Ferenc Hajdú, bde. Ungarn;
- 1988, 1. Platz, World-Cup-Turnier in Toledo/USA, F, SS, vor Baumgartner und Andrew Renney, Australien;
- 1988, Goldmedaille, OS in Seoul, F, SS, vor Baumgartner, Schröder, László Klauz, Ungarn, Atanassow und Daniel Payne, Kanada;
- 1990, 3. Platz, World-Cup-Turnier in Toledo/USA, F, SS, hinter Baumgartner und Domingo Mesa und vor Hayri Sezgin, Türkei und Payne;
- 1990, 1. Platz, WM in Tokio, F, SS, vor Baumgartner, Hayri Sezgin, Türkei, Juraj Štěch, CSSR, Schröder und László Klauz;
- 1992, Bronzemedaille, OS in Barcelona, F, SS, hinter Baumgartner und Jeff Thue, Kanada und vor Mahmut Demir, Türkei, Andreas Schröder und Ali Reza Soleimani, Iran